# Arganda del Rey
Arganda del Rey er en by og kommune i det centrale Spanien i Madrid-regionen. Den har et indbyggertal på 59.513 (2024) indbyggere.